# Neutron
Neutronen er en subatomar partikel som blev opdaget i 1932 af James Chadwick. Neutroner udgør sammen med protoner, det stof som atomkerner med atomvægt større end brint er sammensat af. Brint har kun en proton i sin kerne. Det letteste atom, som har en neutron i sin kerne, er tung brint (Deuterium).

## Fysiske egenskaber
Neutronen er elektrisk neutral. Neutronens masse er {\displaystyle 1,674929\cdot 10^{-27}} kg eller 1,00866491597 ±0,00000000043 u (unit) eller (mindre præcist end u) 939,565346 ±0,000023 MeV.  Densiteten af en neutron er 3,12*10^16 kg/m³.
Neutronen er en baryon. Den består af tre kvarker, en up-kvark og to down-kvarker. Neutronen vekselvirker som andre hadroner (partikler som er opbygget af kvarker), ved den stærke kernekraft. Af neutronens sammensætning følger at den har spin ½, og hermed er den en fermion.
En fri neutron er ustabil. Den henfalder radioaktivt til et proton, et elektron og en antineutrino. En fri neutron har en middellevetid på lidt under 15 minuter (881,5±1,5 s).
Antipartiklen til neutronen er antineutronen der består af antikvarker (én anti-up og to anti-down), og som henfalder til en antiproton og en positron (samt en neutrino).

## Neutronens betydning
En atomkerne består af et antal protoner og neutroner. Til hvert grundstof svarer et bestemt antal protoner og et variabelt antal neutroner. Det grundstof som eksisterer i flere versioner, altså at grundstoffet har et forskelligt antal neutroner. Disse versioner kaldes for Isotoper. Dvs. at antallet af neutroner i kernen ændres, det ændrer dog ikke atomets egenskaber. Men det kan ændre vægten og muligvis kernens stabilitet.
Da neutronen er elektrisk neutral, kan den trænge dybt ind i stoffet, uden at blive afbøjet i det variable elektriske felt som kerner og elektroner skaber. Neutronstråling har derfor stor gennemtrængningsevne. Bedst egnet til at opbremse neutroner er stoffer som indeholder lette kerner, f.eks. paraffin; ved elastiske stød med de lette kerner afgiver neutronerne lidt efter lidt deres bevægelsesenergi. En anden mulighed er at benytte en neutronabsorber. Det viser sig at grundstoffet cadmium bedre end noget andet formår af indfange (absorbere) neutroner.
Ved neutronaktivering beskydes atomkerner af et givet materiale (f.eks. sølv) med neutroner, og omdannes til en anden isotop. Den nye isotop er typisk radioaktiv.
Neutronens evne til at trænge ind i kerner danner endvidere grundlag for stimuleret fission af store kerner: En neutron indfanges af den pågældende kerne, f.eks. uran-isotopen U-235, og bringer denne kerne i så voldsomme svingninger at den efterfølgende spaltes.
I forskningsøjemed benyttes neutroner bl.a. til at undersøge materialers struktur. Neutroner er særlig velegnede til at kortlægge strukturen af materialer, der består af lette atomer. Dette adskiller neutronstråling fra f.eks. røntgenstråling, der egner sig bedre til materialer med tungere atomer.
Kortlægningen af materialer sker f.eks. med teknikkerne imaging/billeddannelse (mikrometerskala), småvinkelspredning (nanometerskala) og krystallografi (atomar skala). I Danmark er forskersamfundet indenfor neutroner samlet i netværket DanScatt, hvis aktiviteter støttes af offentlig finansiering.
Neutroner til forskningsbrug kommer fra enten en forskningsreaktor eller fra en spallationskilde. En reaktor producerer neutroner løbende, men med relativt lav strålingsintensitet. En spallationskilde producerer neutroner ved aktivt at bombardere et materiale (f.eks. wolfram) med accelererede protoner. I modsætning til en reaktor er denne proces ikke selvopretholdende, den aktiveres kun via protonerne. Det gør at spallationskilder kan tændes og slukkes nemt og hurtigt. De kan desuden frigive neutroner med høj intensitet.
Neutronkilden på det kommende forskningscenter ESS i Lund, Sverige, benytter en spallationskilde.